# Уклей
Уклеят (Alburnus chalcoides) е вид речна риба от семейство Шаранови (Cyprinidae). Нарича се също брияна, облез или чаушан и се среща само от Централна Азия (Казахстан и Узбекистан) до Централна и Източна Европа по поречието на река Дунав и нейните притоци.

## Описание
Дълъг и сребрист, уклеят е всеяден. Прилича на по-дребния си братовчед, уклейката, но уклеят расте до около 40 см и има сравнително по-малки уста и очи. Среща се на пасажи в бистра, спокойна вода в горните водни слоеве. Често се наблюдава над водата, когато скача за насекоми или бяга от хищници.
Обект на риболов. Люспите се отлепват лесно и е нужен нежен подход, ако искаме да върнем улова жив обратно във водата.

## Разпространение и местообитание
Разпространен е в Азербайджан, Иран, Казахстан и Русия.